# ビンドゥサーラ

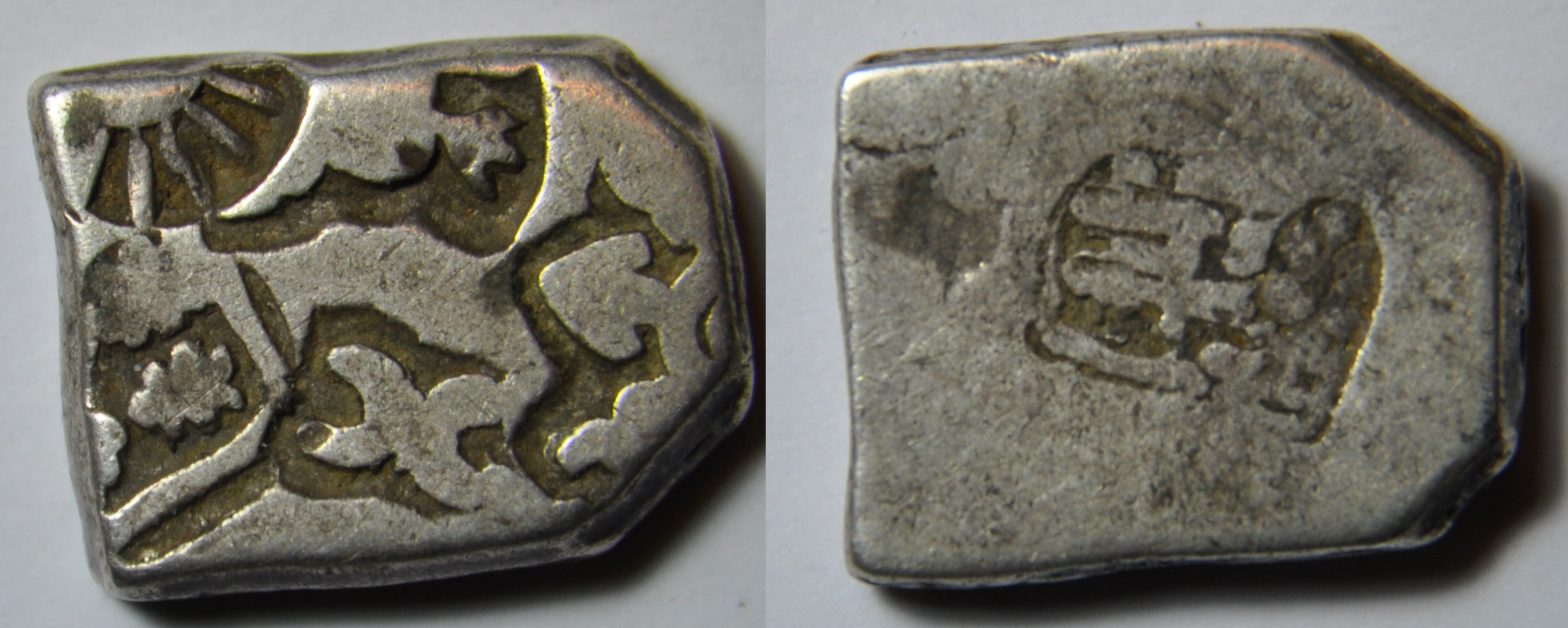
ビンドゥサーラ

ビンドゥサーラ（Bindusara、漢：頻頭娑羅、在位：紀元前293年頃 - 紀元前268年頃）は、古代インドのマウリヤ朝の第2代ラージャ。前王死後各地で発生した反乱を鎮圧し、マウリヤ朝の拡大を継続した。ギリシア人の史料にはアミトロカテス（Amitrochates）と記録されている。

## 来歴
マウリヤ朝を建国したチャンドラグプタの息子として生まれた。ジャイナ教の伝説によれば彼の母はチャンドラグプタの王妃の1人ドゥルドハラーであったとされている。
彼の治世についての情報は乏しい。父王の時代の重鎮カウティリヤやカッラータカは彼の治世にも引き続いて要職にあり、その政策はチャンドラグプタのそれを継承したものであったといわれる。後世の仏教徒ターラナータはビンドゥサーラの家臣チャナカは16ヶ国の王を滅ぼし東西の海（ベンガル湾とアラビア海）の間、即ちデカン高原をマウリヤ朝の支配下に置いたと伝えるが、これは実際にはチャンドラグプタ治世に征服した領土で発生した反乱の鎮圧であったとする説もある。またカリンガ国は服属させてはいなかった。
北の国境ではセレウコス1世との友好関係を維持し、遠く地中海のヘレニズム諸国とも通交を持った記録がある。紀元前281年にセレウコス1世が死去し、アンティオコス1世ソテルが即位すると、彼はビンドゥサーラの下に使者デイマコスを派遣し、上等な葡萄酒、干したイチジク、ソフィストを売るように依頼してきた。ビンドゥサーラは葡萄酒とイチジクの売却には応じたがソフィストの売却は拒否した。プトレマイオス朝の使者ディオニシオスがインドに来たのもビンドゥサーラの治世、或いは彼の息子アショーカの治世であったと考えられる。
父チャンドラグプタはジャイナ教を熱心に信仰したが、ビンドゥサーラはアージーヴィカ教の信者であったと伝えられる。息子アショーカが仏教を熱心に信仰したこととあわせ、マウリヤ朝の王が重要視する宗教が一貫しないことは注目に値する。
ある伝説によれば、ビンドゥサーラの剃毛師（ナーピニー napini）を務めていた女がチャンパー出身のバラモンの娘であることが発覚し正妃とされた。その女との間にアショーカとヴィータショーカの2人の息子が生まれた。ビンドゥサーラはアショーカと不和であり、彼に軍を与えずにタクシラの反乱を鎮圧するよう命じたが、アショーカは神々によって軍を与えられ、同地の人々は彼に服してしまった。
別の伝説ではビンドゥサーラは病に倒れ長男スシーマを後継者とするように遺言したが、アショーカはスシーマを倒し、兄弟の殆どを殺害して王座を奪ったといわれている。これは後代の誇張のあることが知られているが、多くの伝説はアショーカ即位時の混乱を伝える。
紀元前268年（一説には紀元前272年）にビンドゥサーラは死去し、何人かの王子が王位継承争いを戦った末、アショーカが王位を継いだ。